# Anomis properans
Anomis properans là một loài bướm đêm trong họ Erebidae.